# Metaleptea adspersa
Metaleptea adspersa är en insektsart som först beskrevs av Blanchard 1843.  Metaleptea adspersa ingår i släktet Metaleptea och familjen gräshoppor. Inga underarter finns listade i Catalogue of Life.